# Ollantaytambo
Ollantaytambo (Quechua: Ullantaytampu) is een plaats en archeologische site in de provincie Urubamba in Peru. Het is een oude ruïnestad van de Inca's en vormt onderdeel van de Heilige vallei van de Inca's. De site ligt 72 km ten noordwesten van de stad Cuzco, aan de oevers van de Urubambarivier. Het ligt op een hoogte van 2.792 m boven de zeespiegel.
Tijdens het Incarijk was Ollantaytambo het koninklijk landgoed van de heerser Pachacuti, die de regio veroverde en de stad bouwde samen met een ceremonieel centrum. Ten tijde van de Spaanse verovering van Peru, was het de uitvalsbasis van de Incakeizer Manco Inca Yupanqui van waaruit de weerstand van de Inca's werd gestuurd.
De huidige nederzetting telde in 2017 3.050 inwoners.

## Geschiedenis
In het midden van de 15e eeuw veroverde en verwoestte de Inca keizer Pachacuti de stad Ollantaytambo. De stad en het nabijgelegen gebied werd bij zijn persoonlijke domein ingelijfd. De keizer herbouwde de stad, bouwde terrassen en legde irrigatiewerken aan in de Urubambavallei. Na zijn dood kwam het domein onder het gezag van zijn panaqa (familieclan).
Tijdens de Spaanse verovering van Peru diende Ollantaytambo als tijdelijke hoofdstad van Manco Inca, de leider van het imheemse verzet tegen de conquistadors. Hij versterkte de stad en de toegang tot de voormalige hoofdstad Cuzco, die in handen van de Spanjaarden was gevallen. Manco Inca versloeg een Spaanse expeditie in 1536 op de nabijgelegen Vlakte van Mascabamba, door de aanval vanaf hooggelegen terrassen te blokkeren en de vlakte onder water te zetten. Ondanks zijn overwinning, trok Maco Inca zich het jaar daarop terug in Vilcabamba, waar hij een Neo-Incastaat vestigde. 
In 1540 werd de inheemse bevolking van Ollantaytambo als peonage onderdeel van de encomienda van Hernando Pizarro. 
Vanaf de 19e eeuw begonnen de ruïnes van Ollantaytambo de aandacht te trekken van buitenlandse onderzoekers.

## Beschrijving
De stad Ollantaytambo ligt aan de Patakancha rivier. Araqhama is de westelijke verlenging van Ollantaytambo, voorbij de Patakancha-rivier. Het plein in het midden van de stad is verdwenen; verschillende gebouwen uit de koloniale tijd werden er overheen gebouwd. Araqhama is sinds de Inca's altijd bewoond gebleven. Het grootste ceremoniële centrum ligt op de heuvel Cerro Bandolista. Cerro Bandolista is de Tempelheuvel, een steile heuvel ten westen van Araqhama, waar de Inca's hun ceremoniële centrum bouwden. Tegenover de stad liggen de 'terrassen van Pumatallis'. 

### Tempelheuvel
Op de top van de Tempelheuvel zijn drie gebieden te onderscheiden: het middengedeelte tegenover de terrassen, het Tempelgedeelte en het begrafenisgedeelte naar het noorden. Alleen het Tempelgedeelte is gebouwd met gehouwen stenen, de andere gedeelten met 'veldstenen'. Het tempelgedeelte wordt bereikt met een trap, die eindigt bij een terras met een half voltooide poort en de 'Ommuring van de tien niches', een gebouw dat uit een kamer bestaat. Daarachter is een open ruimte met het 'Platform van de uitgehouwen zetel' en twee onvoltooide monumentale muren. Het geheel vormt de Zonnetempel, een onvoltooid bouwwerk met de 'Muur van de zes monolieten'. Sommige steenblokken zijn van voltooide muren getrokken. Er bestaan theorieën dat het Tempelgedeelte het werk was van een veel oudere pre-Incacultuur.

### Terrassen
De terrassen worden andenes genoemd. Door de terrasbouw kon er landbouw plaatsvinden op een terrein dat er anders ongeschikt voor was. De terrassen van Ollantaytambo werden volgens een hogere standaard gebouwd dan doorgaans door de Inca's werd toegepast. De muren zijn bijvoorbeeld hoger en van gehouwen stenen in plaats van grovere veldstenen. Deze hoge standaard terrasbouw komt ook in andere koninklijke Incadomeinen voor als Chichero, Pisaq en Yucay.

### Voorraadkamers
De qullqas zijn de Inca-voorraadkamers. Ze liggen op grote hoogte, met meer invloed van wind en lagere temperaturen, om de voorraad te conserveren. Er was zelfs een ventilatiesysteem aanwezig. Waarschijnlijk werden er de producten van de terrassen opgeslagen.

### Verdedigingswerken
De Inca's bouwden wegen naar Machu Picchu in het westen en Pisaq in het oosten. De oostelijke zijde van de stad werd door Manco Inca versterkt tegen Spaanse aanvallen uit Cuzco, tijdens de Slag van Ollantaytambo. Verschillende verdedigingslinies moesten de Spanjaarden buiten houden. In het westen lag het kleine fort van Choquequillca, dat de weg naar Machu Picchu beschermde. En ten slotte vormde de Tempelheuvel zelf met zijn hoge terrassen een laatste bastion tegen de indringers.